# 一色村 (愛知県)
一色村（いっしきむら）は、愛知県南設楽郡にあった村。現在の新城市の一部にあたる。

## 地理
寒狭川と巴川の合流点付近に位置していた。

## 歴史
- 1889年（明治22年）10月1日、町村制の施行により、南設楽郡一色村が単独で村制施行し、一色村が発足[1][2]。大字は編成せず[2]。布里村、只持村、塩瀬村、愛郷村と組合村を結成[2]。組合村役場を当村に設置[2]。
- 1906年（明治39年）5月1日、南設楽郡鳳来寺村、布里村、只持村、塩瀬村、愛郷村と合併し、鳳来寺村が存続して廃止された[1][2]。合併後、鳳来寺村一色となる[2]。

### 地名の由来
染物が行われていたことに由来。

## 産業
- 農業[2]